# Shawn Lane
Shawn Lane (Memphis, 21 de março de 1963 - Memphis, 26 de setembro de 2003) foi um músico norte-americano. Exímio guitarrista e pianista, integrou a banda Black Oak Arkansas com apenas 14 anos, mais tarde lançando uma série de álbuns instrumentais, explorando gêneros diversos - do jazz fusion à música típica indiana - em parceria com o baixista Jonas Hellborg.
Reconhecido por ser um guitarrista de técnica invejável, Shawn Lane lançou também diversas vídeo-aulas explorando métodos de improvisação e harmonia.

## Biografia
Shawn Lane nasceu em Memphis, Tennessee. Na infância teve aulas de piano, dedicando-se a guitarra a partir dos 10 anos. Iniciou sua carreira profissional com a banda Black Oak Arkansas aos 14 anos. Após um período de 4 anos em turnê, Lane passou a dedicar-se a composição do material que seria usado em seu primeiro álbum, Powers of Ten, que foi bem recebido pela mídia especializada. Seguiram-se em sua carreira solo Powers of Ten Live!, gravado ao vivo em 1993, e The Tri-Tone Fascination, de 1999.
Shawn Lane eventualmente iniciou uma longa parceria com o baixista Jonas Hellborg, lançando álbuns como Abstract Logic, de 1995.

## Morte
Shaw Lane era portador de Psoríase crônica e tinha problemas de obesidade. Morreu em 26 de Setembro de 2003 em Memphis com insuficiência respiratória.

## Discografia
Solo:
- 1992 West Side Boogie
- 1992 Powers of Ten (Warner Bros.)
- 1999 The Tri-Tone Fascination
- 2001 Powers of Ten: Live!

Com Michael Shrieve:
- 1996 Two Doors

Com Jonas Hellborg:
- 1995 Abstract Logic
- 1996 Temporal Analogues of Paradise
- 1997 Time Is the Enemy
- 1999 Zenhouse
- 2000 Good People in Times of Evil
- 2002 Personae
- 2003 Icon